# Parcelle Bop
Parcelle James Dedagunmon Bop (ur. ok. 1947, zm. 23 października 2013) – nauruański polityk, parlamentarzysta.

## Życiorys
Urodził się około 1947 roku. Pochodził z plemienia Iruwa. W 1984 roku po śmierci Jamesa Ategana Bopa wystartował w wyborach uzupełniających do Parlamentu Nauru w okręgu wyborczym Meneng, które zwyciężył. W 1985 roku jako członek parlamentu brał udział w konferencji Commonwealth Parliamentary Association w kanadyjskim mieście Regina. Bezskutecznie ubiegał się o mandat posła w wyborach parlamentarnych w 1986 i 1987 roku. W 2009 roku został członkiem rady nadzorczej w Nauru Phosphate Royalties Trust. Zmarł w 2013 roku.